# Jerzy Samiec
Jerzy Samiec (* 27. März 1963 in Cieszyn, Polen) ist ein polnischer lutherischer Theologe und Leitender Bischof der Evangelisch-Augsburgischen Kirche in Polen.

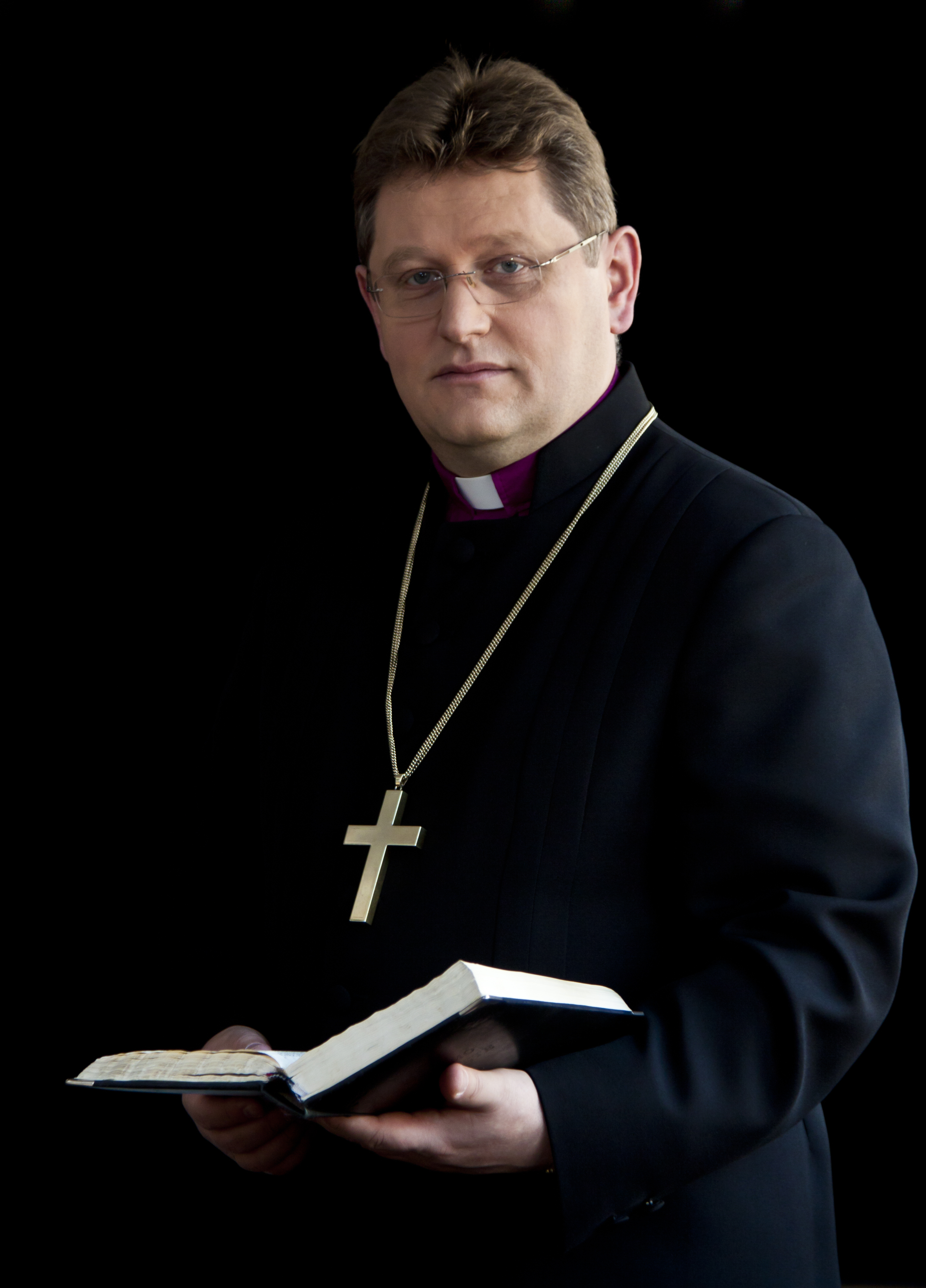
Jerzy Samiec (2011)

## Leben
Nach dem Schulbesuch in seiner Heimatstadt – sie liegt in der Diözese Teschen, der Region in Polen, in der die größte polnische evangelische Minderheit wohnt – nahm Jerzy Samiec das Studium der Theologie an der Christlich-Theologischen Akademie in Warschau auf und beendete es mit dem Examen im Jahre 1988. Am 22. Januar 1989 wurde Samiec durch Bischof Janusz Narzyński zum lutherischen Geistlichen ordiniert.
Samiec übernahm als erstes eine pfarramtliche Tätigkeit in Schlesien, und zwar in Zabrze  und in Gliwice. Im Jahre 1992 wurde er dann Propst der Pfarrei in Gliwice.
Samiec übernahm außerdem von 1994 bis 2000 die Aufgaben eines Jugendseelsorgers in der Diözese Katowice und danach bis 2009 das Amt eines Diözesanseelsorgers für Evangelisation und Mission. Von 2003 bis 2009 war er auch Präses des Pfarrer- und Katecheten-Vereins der Evangelisch-Augsburgischen Kirche in Polen.
Am 14. April 2007 wählte ihn die Synode der polnischen Evangelisch-Augsburgischen Kirche zu ihrem Präses.
Als 2009 ein Nachfolger für Bischof Janusz Jagucki gesucht wurde, der wegen seiner Verstrickung in die Geheimdiensttätigkeit in der Zeit des Sozialismus sein Amt aufgeben musste, fiel die Wahl auf Samiec. Samiec wurde am 24. Juni 2009 von der gesamtpolnischen Konferenz der evangelischen Pastoren in Polen als einer von drei Kandidaten für die Wahl eines Bischofs der Evangelisch-Augsburgischen Kirche in Polen vorgeschlagen. Am 17. Oktober 2009 wählte die Synode Samiec mit großer Mehrheit zum Bischof. Er wurde am Epiphaniastag, dem 6. Januar 2010, in der St.-Trinitatis-Kirche in Warschau unter Beteiligung zahlreicher lutherischer Bischöfe aus Europa in sein Amt eingeführt.
Jerzy Samiec wurde 2018 mit dem deutschen Großen Bundesverdienstkreuz ausgezeichnet.